# 1446
1446 (MCDXLVI) je bilo navadno leto, ki se je po julijanskem koledarju začelo na soboto.

## Dogodki
- 1. januar

## Smrti
- 9. maj - Marija iz Enghiena, neapeljska kraljica (* 1367)
- Pesello, italijanski (florentinski) slikar (* 1367)